# شركة الإنماء طوكيو مارين
شركة الإنماء طوكيو مارين هي شركة مساهمة سعودية تأسست عام 2012 م، وتمارس شركة الإنماء طوكيو مارين أنشطة التأمين وإعادة التأمين في جميع فروع التأمين، وذلك حسب نظام مراقبة شركات التأمين التعاوني ولائحته التنفيذية في المملكة العربية السعودية.